# Salacia regeliana
Salacia regeliana är en benvedsväxtart som beskrevs av J. Braun och K. Schum. Salacia regeliana ingår i släktet Salacia och familjen Celastraceae. Inga underarter finns listade.